# Jules Bourelly
Pour les articles homonymes, voir Bourelly.
 (décembre 2022).
Jules Bourelly est un général et écrivain français, né le 29 janvier 1835 à Belfort et mort le 8 juillet 1921 à Saint-Germain-en-Laye.

## Biographie
Fils du capitaine Jean-Baptiste Bourelly et d'Anne-Marie Ulrich, il épouse le 18 septembre 1860 Adolphine Dubois de Montrilé.
Admis à l'École spéciale militaire de Saint-Cyr en 1854, il en sort sous-lieutenant d'infanterie l'année suivante et est admis à l'École d'état-major dès 1856. Il fait la Campagne d'Italie (1859) comme lieutenant au 88e régiment d’infanterie et est blessé à la bataille de Solférino. Affecté au Dépôt de la Guerre en 1864, il s'y familiarise avec les documents historiques. Promu capitaine, il se bat contre l’Allemagne en 1870-71 à l’état-major du 11e corps de l’armée du Rhin et est fait prisonnier lors de la capitulation de Metz. 
Après avoir été nommé attaché militaire à Stockholm en 1872, Jules Bourelly est affecté au 2e bureau du Ministère de la Guerre l'année suivante. Nommé sous-directeur des études à l'École spéciale militaire de Saint-Cyr en 1875, il est promu chef d’escadron en 1876 et devient directeur des études à Saint-Cyr. Il passe chef de bataillon à l’état-major général du 2e corps d’armée en 1880. Lieutenant-colonel en 1884, chef d’état-major de la 8e division d’infanterie du 4e corps d’armée, il est promu colonel en 1887 puis général de brigade le 26 août 1893. En cette qualité, il est fait commandeur de la Légion d'honneur en 1896.
Jules Bourelly n'est pas seulement un militaire, mais aussi un homme de plume. Il est l'auteur de nombreux ouvrages, dont le fameux Les perles de la Côte d’Azur, illustré par Ernest Lessieux, qui est considéré comme un des meilleurs livres sur le sud-est de l’Hexagone. 
Il a également laissé des Souvenirs de la campagne de 1859 et publié quelques études tactiques, mais l'essentiel de ses écrits est consacré à l'histoire militaire.

## Publications
- Conférence sur les opérations de nuit en campagne, 1870.
- Marine militaire de l'Allemagne, matériel de la flotte, description des côtes de la mer du Nord et de la Baltique, des ports et des établissements, personnel, 1872.
- Le maréchal de Fabert (1599-1662) : étude historique d'après ses lettres et des pièces inédites, 2 vols, 1879-1881, prix Thérouanne.
- Cromwell et Mazarin : deux campagnes de Turenne en Flandre, la bataille des Dunes, 1886.
- La vallée de la Somme au point de vue militaire, 1899.
- Le duel et l'escrime dans l'armée en France et à l'étranger, 1900.
- Les perles de la Côte d'Azur, la Rivière du Cap Roux au Torrent Saint-Louis, Monaco, Monte-Carlo, les routes du littoral et de la Corniche, Menton et ses environs, 1900.
- Questions de défense nationale dans les Alpes-Maritimes, 1902.
- Fabert, le premier soldat maréchal de France, illustré par Charles Morel, Combet, 1903.
- Souvenirs de la campagne de 1859, 1904.
- Les sièges de Danzig et l'occupation française (1807-1813), 1904.
- La France militaire monumentale, 1905.
- Le Ministère de la guerre sous la Commune, 1911.
- La guerre de 1870-71 et le traité de Francfort, 1912.
- Campagne d'Égypte et de Syrie contre les Turcs (1914-1918), 1919.

## Sources
- Dossier de Légion d'honneur du général Bourelly
- Dossier militaire au Service Historique de la Défense : État des services – Dossier 10 YD 490.